# АВД-Арена
AWD-Arena (кол.Стадіон Нижньої Саксонії нім. Niedersachsenstadion) — стадіон у німецькому місті Ганновері, домашній стадіон команди «Ганновер 96».
1 липня 2013 року у зв'язку зі зміною генерального спонсора назву арени змінено на HDI-Arena

## Опис
Будівництво «Стадіону Нижньої Саксонії» вартістю 4 млн німецьких марок закінчили в 1954 році. На той період ганноверський стадіон був одним з найбільших не тільки в Німеччині, але і в Європі (86 000 глядачів). З 1959 року тут проводяться домашні матчі команди Ганновер 96. Двічі у своїй історії стадіон приймав ігри Чемпіонату світу з футболу (у 1974 та 2006 роках). У 1974 році тут зіграли 4 матчі групового етапу, у 2006 — 4 матчі в групах і один матч 1/8 фіналу. Також тут проходили два матчі групового етапу Чемпіонату Європи 1988 року, два матчі в групах і один півфінал Кубка конфедерацій 2005 року, фінали Кубка Німеччини з футболу (1962, 1963, 1965, 1970, 1972, 1975, 1977, 1979) і Суперкубка Німеччини (1992, 1993).
Починаючи з виступу «Rolling Stones» у 1982 році, стадіон був основним відкритим концертним майданчиком на півночі Німеччини. Після реконструкції 2003/04 років традицію проведення концертів відновили концертом «Rolling Stones». Тут також виступали Тіна Тернер, Мадонна, Майкл Джексон і «Genesis».

## Матчі чемпіонату світу 2006, що пройшли на стадіоні
У ході чемпіонату на стадіоні зіграли чотири матчі групового турніру і матч 1/8 фіналу. Місткість стадіону дещо зменшили — до 43 000 місць. Також згідно з вимогами ФІФА стадіон мав назву «Стадіон Ганновер чемпіонату світу ФІФА» (FIFA WM Stadion Hannover).
| Дата       | Час   | Команда    | Результат | Команда        | Раунд      | Глядачів |
| ---------- | ----- | ---------- | --------- | -------------- | ---------- | -------- |
| 2006-06-11 | 21:00 | Італія     | 2-0       | Гана           | Група E    | 43,000   |
| 2006-06-16 | 21:00 | Мексика    | 0-0       | Ангола         | Група D    | 43,000   |
| 2006-06-20 | 16:00 | Коста-Рика | 1-2       | Польща         | Група A    | 43,000   |
| 2006-06-23 | 21:00 | Швейцарія  | 2-0       | Південна Корея | Група G    | 43,000   |
| 2006-06-27 | 21:00 | Іспанія    | 1-3       | Франція        | 1/8 фіналу | 43,000   |

## Світлини

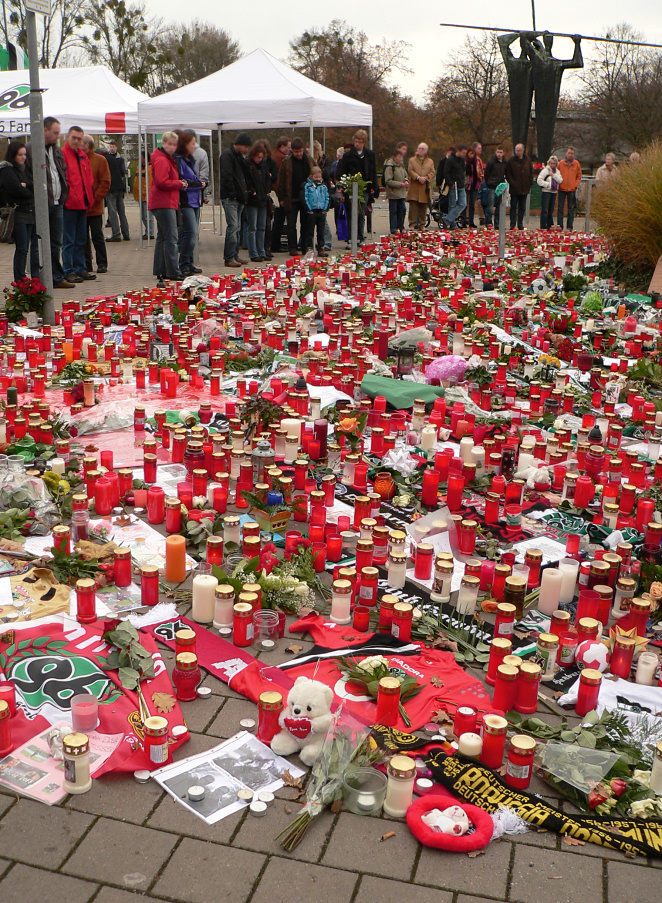
Місце вшанування пам'яті Роберта Енке, який закінчив життя самогубством . Територія стадіону, 11 листопада 2009 р.
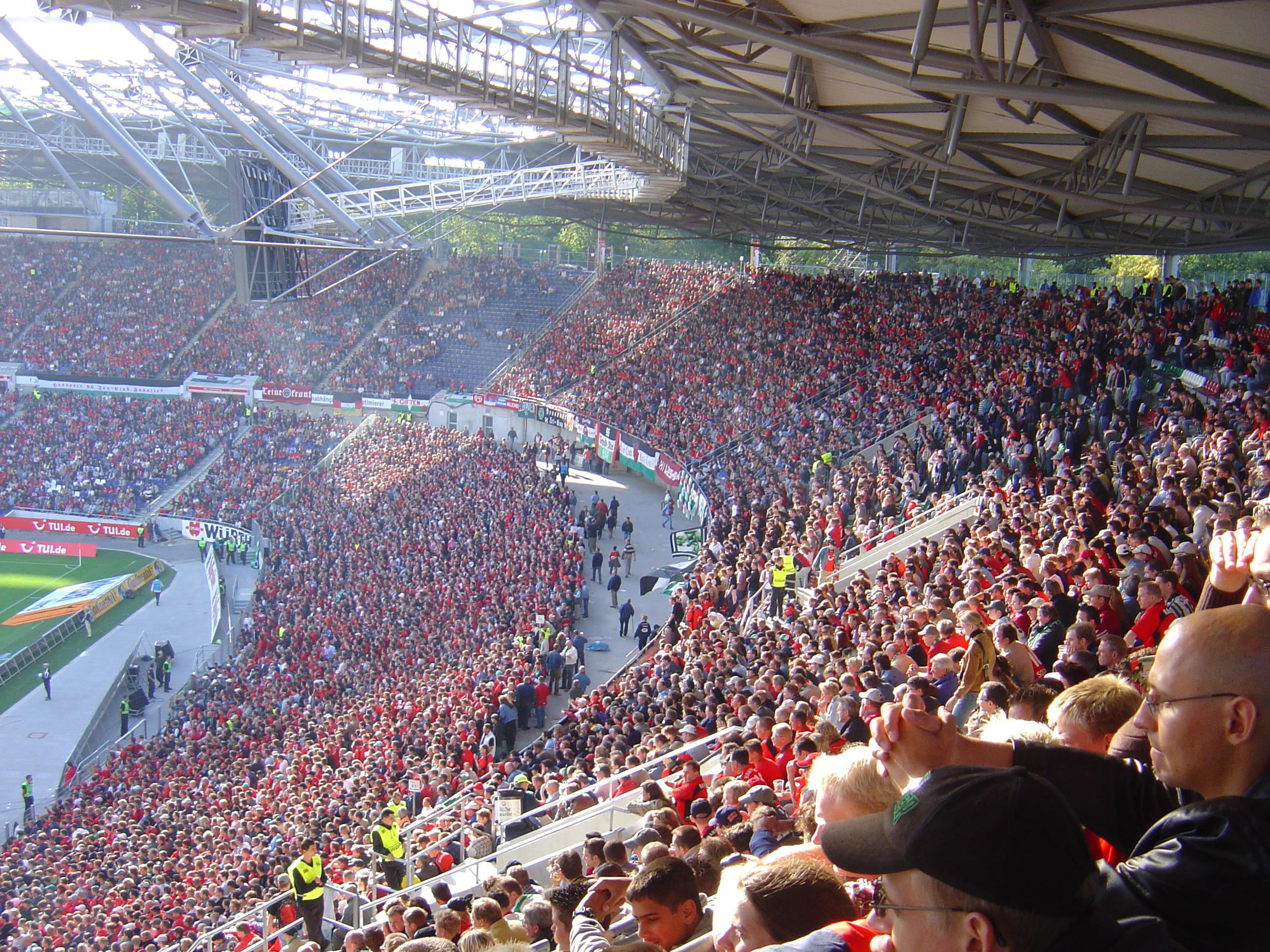
На північній трибуні під час матчу, 2005 р.